# 아베파 사천왕
아베파 사천왕(安倍派四天王)은 일본 자유민주당 소속 국회의원인 아베 신타로의 파벌에서 아베의 후계자로 주목받은 4명의 유력 정치인을 말한다. 아베와 같은 뉴리더였던 다케시타 노보루의 후계자 자리를 두고 다투었던 다케시타 7봉행과 비교되곤 한다. 사천왕으로 불린 사람은 모리 요시로, 시오카와 마사주로, 가토 무쓰키, 미쓰즈카 히로시다.
사천왕 간의 대립은 1980년대 국철분할민영화를 둘러싸고 반대파인 가토와 추진파인 미쓰즈카 간의 갈등에서 표면화됐다. 이후 1991년 아베가 사망하면서 후계 구도를 둘러싼 갈등은 본격화됐다. 이때 가토와 미쓰즈카의 대립을 산로쿠 전쟁이라고 부르는데 모리와 연합한 미쓰즈카가 승리하여 아베파를 계승했다. 이 과정에서 가토가 자신의 비서에게 도청기가 설치되어 있었다고 주장하는 등 심각한 균열을 보였고 그해 자민당 총재 선거에서 미쓰즈카를 지지하지 않겠다고 선언한 뒤 파벌을 이탈해버렸다. 이후 자민당을 탈당해 신생당에 합류했으며 다시 신진당 창당에 참가했다. 이후 자유당에 참여했다가 2000년에 은퇴했다.
미쓰즈카는 총재 선거에선 탈락했지만 대장대신에 등용됐다. 하지만 대장성 내에서 일어난 불상사로 사임했고 파벌 내에서의 영향력도 크게 줄어들어 회장 자리를 모리에게 넘겨주게 된다. 이후 모리는 후쿠다 다케오 이래 파벌 내에서 처음으로 총재 자리에 올랐다. 모리 내각은 단명했지만 이후 고이즈미 내각에서 모리와 시오카와는 유감없이 존재감을 발휘했다. 미쓰즈카와 시오카와는 2003년 정계를 은퇴했으며 모리는 그 이후에도 아베 신조 내각, 후쿠다 야스오 내각의 배후에서 영향력을 가지고 있었고 2012년 정계를 은퇴했다.